# Мортен Юльманн
Мортен Дуе Юльманн (дан. Morten Due Hjulmand, нар. 25 червня 1999, Копенгаген, Данія) — данський футболіст, півзахисник португальського «Спортінг» (Лісабон).

## Ігрова кар'єра

### Клубна
Мортен Юльманн народився у перелмісті Копенгагена. І є вихованцем столичного клубу «Копенгаген». Але у першій команді Мортен не зіграв жодного офіційного матчу і у 2018 році перейшов до складу австрійського клубу «Адміра Ваккер» ще як гравець молодіжної команди «Копенгагена». Першу гру у складі «Адміри» Юльманн зіграв у липні 2018 року у матчі розіграшу Кубка Австрії.
У січні 2021 року данський півзахисник підписав чотирічний контракт з клубом італійської Серії В «Лечче». Відіграв за цю команду два сезони на рівні другого італійського дивізіону, допомігши їй здобути підвищення у класі, після чого ще протягом року грав за «Лечче» у Серії A.
13 серпня 2023 року за 18 мільйонів євро перейшов до португальського «Спортінг» (Лісабон).

### Збірна
З 2017 року Мортен Юльманн був гравцем юнацьких та молодіжної збірних Данії. 2022 року був уперше викликаний до лав національної збірної Данії.

## Статистика виступів

### Статистика клубних виступів
Станом на 13 серпня 2023
| Сезон                     | Команда                   | Чемпіонат                 | Чемпіонат | Чемпіонат | Національний кубок | Національний кубок | Національний кубок | Континентальні кубки | Континентальні кубки | Континентальні кубки | Інші змагання | Інші змагання | Інші змагання | Усього | Усього | Усього |
| Сезон                     | Команда                   | Ліга                      | Ігор      | Голів     | Ліга               | Ігор               | Голів              | Ліга                 | Ігор                 | Голів                | Ліга          | Ігор          | Голів         | Ігор   | Голів  |        |
| ------------------------- | ------------------------- | ------------------------- | --------- | --------- | ------------------ | ------------------ | ------------------ | -------------------- | -------------------- | -------------------- | ------------- | ------------- | ------------- | ------ | ------ | ------ |
| 2018–19                   | «Адміра-Ваккер»           | БЛ                        | 29        | 0         | КА                 | 1                  | 0                  | ЛЄ                   | 2                    | 0                    | -             | -             | -             | 32     | 0      |        |
| 2019–20                   | «Адміра-Ваккер»           | БЛ                        | 30        | 1         | КА                 | 1                  | 0                  | -                    | -                    | -                    | -             | -             | -             | 31     | 1      |        |
| 2020-січ. 2021            | «Адміра-Ваккер»           | БЛ                        | 9         | 0         | КА                 | 2                  | 0                  | -                    | -                    | -                    | -             | -             | -             | 11     | 0      |        |
| Усього за «Адміру-Ваккер» | Усього за «Адміру-Ваккер» | Усього за «Адміру-Ваккер» | 68        | 1         |                    | 4                  | 0                  |                      | 2                    | 0                    |               | -             | -             | 74     | 1      |        |
| січ.-черв. 2021           | «Лечче»                   | B                         | 19+2      | 0         | КІ                 | -                  | -                  | -                    | -                    | -                    | -             | -             | -             | 21     | 0      |        |
| 2021–22                   | «Лечче»                   | B                         | 37        | 0         | КІ                 | 1                  | 0                  | -                    | -                    | -                    | -             | -             | -             | 38     | 0      |        |
| 2022–23                   | «Лечче»                   | A                         | 35        | 0         | КІ                 | 1                  | 0                  | -                    | -                    | -                    | -             | -             | -             | 36     | 0      |        |
| Усього за «Лечче»         | Усього за «Лечче»         | Усього за «Лечче»         | 91+2      | 0         |                    | 2                  | 0                  |                      | -                    | -                    |               | -             | -             | 95     | 0      |        |
| Усього за кар'єру         | Усього за кар'єру         | Усього за кар'єру         | 159+2     | 1         |                    | 6                  | 0                  |                      | 2                    | 0                    |               | -             | -             | 169    | 1      |        |

## Титули і досягнення
- Чемпіон Португалії (2):

«Спортінг»: 2023-24, 2024-25
- Володар Кубка Португалії (1):

«Спортінг»: 2024-25